# リバダビア (スペイン)
リバダビア（Ribadavia）は、スペイン・ガリシア州オウレンセ県のムニシピオ（基礎自治体）。コマルカ・ド・リベイロに属する。ガリシア統計局によれば、2012年の人口は5,319人（2011年：5,459人、2010年：5,490人、2009年：5,519人、2008年：5,491人、2003年：5,540人）。住民呼称は、男女同形でribadaviense。
ガリシア語話者の自治体人口に占める割合は96.46%（2001年）。

## 概要
市街地は、アビア川がミーニョ川に合流する地点からミーニョ川右岸にひろがる。オウレンセとビーゴには国道120号線（N-120）と高速道路リアス・バイシャス線（A-52）でつながっている。県都オウレンセへは25km、また、リバダビアは1954年までの間、何世紀にもわたってオウレンセではなく、トゥイ司教区に属し、そのため経済的、文化的につながりの深いビーゴへは80kmの距離にある。コマルカ・ド・リベイロ管轄の地方裁判所所在地でもある。ガリシア語話者は全住民の96.46％（2001年）  

## 地理
リバダビアはオウレンセ県の西部に位置し、コマルカ・ド・リベイロに属する。北はカルバジェーダ・デ・アビア、ベアーデ、センジェと、東はカストレーロ・デ・ミーニョ、ア・アルノイアと、南はクレセンテ、西はメロンの各自治体と隣接する。自治体中心地区はリバダビア教区のリバダビア地区。
コマルカ・ド・リベイロはミーニョ川、アビア川、アルノイア川、バルバンティーニョ川が合流する地点のファロ山地とスイード山地に位置する。一連の谷と、その周囲を取り囲む312平方kmの広さにわたる高地－そこには3.000ヘクタールのブドウ畑が広がっている－によって特徴づけられる。
周囲を山地に囲まれているため、大西洋からの影響を受けにくく、リバダビアから、カストレーロ・デ・ミーニョ、センジェ、ベアーデ、レイロ、カルバジェーダへと続く、日当たりのよい斜面の土地のほぼ全域にわたって広がるブドウ畑がこの地の風景の特徴となっている。充実した水路網によって水がいきわたっているため、乾燥した暑い気候にもかかわらず、夏季においても、この近辺の土地は、ブドウの生育に適した十分な湿度を保っている。
リバダビアはリバダビア司法管轄区に属し、同管轄区の中心自治体である。

### 人口
住民は8の教区の16の地区（集落）に居住する。
| リバダビアの人口推移 1900－2010                         |
|                                                         |
| 出典:INE（スペイン国立統計局）1900年 - 1991年、1996年 - |

## 歴史
町は、ローマ時代に建設されたアボブリカ（Abobrica）に起源を持ち、中世にはリッパ・アビエ（Rippa Avie）として知られ、1064年から1071年にかけてはガリシア王国の首都となり、この時期もっとも繁栄した。

## 政治
自治体首長はガリシア社会党（PSdeG-PSOE）のマルコス・ブランコ・ホルヘ（Marcos Blanco Jorge）、自治体評議員はガリシア社会党：6、ガリシア国民党（PPdeG）：5、ガリシア民族主義ブロック（BNG）：2となっている（2011年5月22日の自治体選挙結果、得票順）。
| 1999年6月13日自治体選挙 |        |        |          |
| 政党                    | 得票数 | 得票率 | 獲得議席 |
| PPdeG                   | 1,696  | 44.75% | 6        |
| PSdeG-PSOE              | 992    | 26.17% | 4        |
| BNG                     | 682    | 17.99% | 2        |
| JPR                     | 360    | 9.50%  | 1        |

| 2003年5月25日自治体選挙 |        |        |          |
| 政党                    | 得票数 | 得票率 | 獲得議席 |
| PPdeG                   | 1,639  | 42.00% | 6        |
| PSdeG-PSOE              | 1,326  | 33.98% | 5        |
| BNG                     | 706    | 18.09% | 2        |
| CG                      | 163    | 4.18%  | 0        |

| 2007年5月27日自治体選挙 |        |        |          |
| 政党                    | 得票数 | 得票率 | 獲得議席 |
| PSdeG-PSOE              | 1,629  | 43.37% | 6        |
| PPdeG                   | 1,392  | 37.06% | 5        |
| BNG                     | 575    | 15.31% | 2        |
| TEGA                    | 86     | 2.29%  | 0        |

| 2011年5月22日自治体選挙 |        |        |          |
| 政党                    | 得票数 | 得票率 | 獲得議席 |
| PSdeG-PSOE              | 1,509  | 41.74% | 6        |
| PPdeG                   | 1,415  | 39.14% | 5        |
| BNG                     | 619    | 17.12% | 2        |

## 教区
リバダビアは8の教区に分けられる。太字は自治体中心地区のある教区。
- カンポ・レドンド（サント・アンドレ）
- エスポセンデ（サンティアーゴ）
- フランセーロス（サンタ・マリーア・マダネーラ）
- リバダビア（サン・ドミンゴス・デ・フォラ）
- リバダビア（サン・ドミンゴス）
- サン・クリストーボ・デ・レゴデイゴン（サン・クリストーボ）
- サニン（サン・ペドロ）
- ベントセーラ（サン・パイオ）